# Église San Marco ed Andrea de Murano

L'église Santi Marco ed Andrea (église Saints Marc et André) était une église catholique de Venise, en Italie.

## Localisation
L'église SS. Marco ed Andrea fut située sur l'île de Murano, au sud de l'île centrale principale.

## Historique
Le monastère a été fondé sous la règle de saint Benoît par Maria Arlatti, prieure de saint Matthieu à Murano, le 28 août 1496, et s'est joint à l'église préexistante de Saint-André, qui en 1611, a été reconstruite et dédiée aux saints Marc et André et consacrée en 1617.
Elle fut expropriée le 27 juin 1806. Les religieuses furent incorporées dans le monastère de San Matteo  le 28 juillet 1806. En 1816, le monastère et l'église en mauvais état, ont été démolies.